# Loth
Pour les articles homonymes, voir Lot et Loth (homonymie).
 (août 2018).
Loth ou Lot (en hébreu : לוט [lōṭ], en grec ancien : Λώτ [Lṓt], en arabe : لوط [Loūṭ]) est un personnage de la Genèse, fils d'Haran et neveu d'Abraham. Les évènements marquants du récit biblique le concernant incluent son départ de la ville d'Ur avec son oncle Abraham, la destruction de Sodome et Gomorrhe, la transformation de son épouse en statue de sel. 
La tradition judéo-chrétienne le classe parmi les patriarches et il correspond au personnage Lût dans le Coran.

## Récit biblique

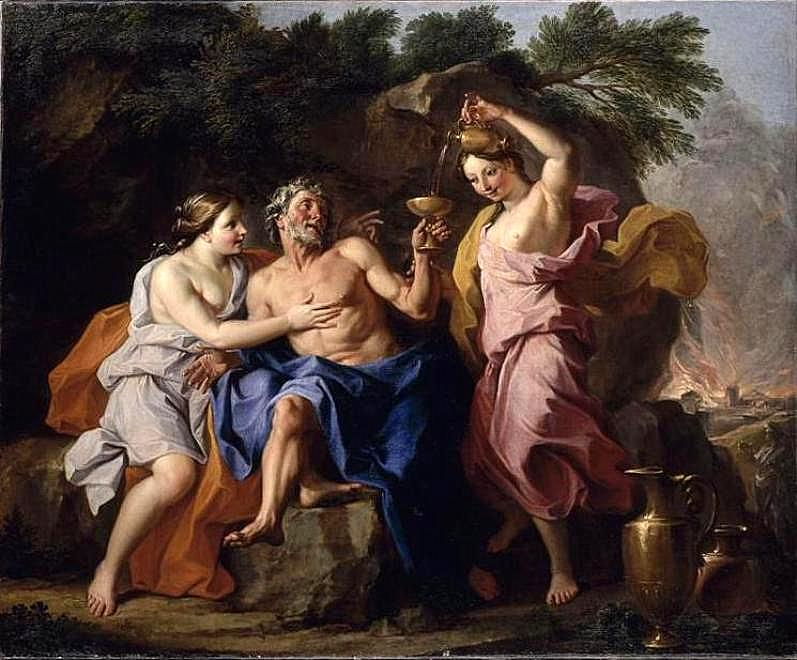
Loth et ses filles de Noël Coypel 1704, musée des Beaux-Arts de Rennes.

Après avoir quitté Ur en compagnie d'Abraham, Loth arrive sur les bords du Jourdain. Riches en troupeaux, ils se séparent à la suite d'une querelle entre leurs bergers : Abraham reste dans le pays de Canaan et Loth descend vers Sodome.
Au cours d'un sac de Sodome, Loth est fait prisonnier par Kedorlaomer, roi d'Élam, et ses alliés. Abraham les bat et ramène Loth à Sodome.

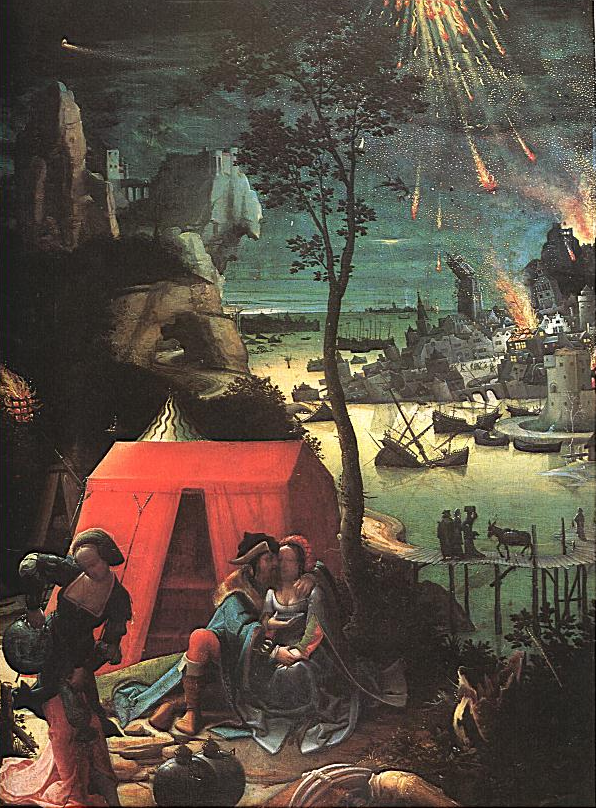
Loth et ses filles, anonyme, vers 1520-1530, musée du Louvre.

Un soir, deux anges sont accueillis par Loth dans sa maison à Sodome. Les hommes de Sodome « du garçon au vieillard » entourent la maison en lui demandant qu'il leur livre les deux étrangers pour qu'ils les « connaissent » (Genèse 19:5). Dans ce passage, les habitants de Sodome disent à Loth : « Où sont les hommes qui sont venus chez toi cette nuit ? Amène-les nous pour que nous les connaissions. » (yada’ en hébreu). Sur le seuil, Loth les supplie de ne pas manquer à l'hospitalité et leur propose ses deux filles vierges en échange mais les habitants refusent. Le peuple s'emporte plus encore contre cet émigré qui fait le redresseur de torts. Les deux anges font alors rentrer Loth, ferment la porte et frappent le peuple de cécité. Puis ils déclarent que Dieu va détruire la cité, et disent à Loth de fuir avec sa famille. Il réveille alors ses futurs gendres, mais ils ne le croient pas.
À l'aurore, les deux anges le pressent de partir pour la montagne avec ses filles. Ils leur recommandent de fuir sans se retourner. Loth pense n'atteindre que la ville de Tsoar, que Dieu se résout à épargner. Dès qu'il entre à Tsoar, Dieu fait pleuvoir du soufre et du feu sur Sodome, Gomorrhe, Adama et Seboïm qui sont détruites. Sodome, Gomorrhe, Adama et Seboïm se trouvent près de Lésa à la frontière du territoire des Cananéens, sur les berges méridionales de la mer Morte dans la plaine de Siddim (c'est-à-dire la mer Salée) remplie de puits de bitume. Dans le récit biblique, la femme de Loth se retourne et devient une colonne de sel. Le fait de se retourner est frappé d'interdit dans de nombreuses cultures comme dans le mythe d'Orphée et d'Eurydice rapporté par Platon où Orphée se retournant perd pour toujours son épouse Eurydice. Dans le récit biblique, Jésus demande à ses disciples de ne pas se retourner pour regretter des biens inutiles au salut et de se souvenir de la femme de Loth.
Loth et ses filles se réfugient dans une grotte de la montagne. Loth et ses deux filles partent de Sodome sans emporter de vin et vont habiter dans une grotte que Dieu a pourvue de vin en abondance. L'aînée, s'inquiétant de ne pas trouver d'hommes dans le pays, enivre son père pour s'accoupler avec lui sans qu'il le sache, et incite sa cadette à faire de même. Les deux filles tombent enceintes : l'aînée donne naissance à Moab, et la cadette à Ben-Ammi (de).

## Exégèse
Les Moabites sont les descendants de Moab, le fils incestueux de la fille aînée de Loth et les Ammonites sont les descendants de Ben-Ammi (de), le fils incestueux de la fille cadette de Loth. Moab eut quatre fils : Ar, Mayoun, Tarsion et Qanvil ; et Ben-Ammi eut six fils : Gerim, Ishon, Rabbot, Sillon, Aynon et Mayoun. L'auteur biblique du chapitre 19:30-38 du livre de la Genèse élabore le cycle de Loth, qui est adventice dans la tradition patriarcale et qui constitue un récit étiologique pour expliquer l'origine des peuples voisins d'Israël, Moabites et Ammonites, par des actes légendaires des ancêtres respectifs.

## Traditions religieuses

### Loth dans la tradition chrétienne
Dans l'Évangile selon Luc, les pharisiens demandent à Jésus quand arrivera le royaume de Dieu. Ce dernier donne une réponse vague, parle du retour du Fils de l'Homme qui sera comme le feu et le soufre qui ont anéanti Sodome. Jésus demande qu'on se rappelle la femme de Loth transformée en statue de sel, métaphore pour dire de ne pas retourner à son ancien mode de vie sous risque d'être changé spirituellement en statue de sel.
La deuxième épître de Pierre donne l'exemple antithétique de Loth qui joue face à Sodome et Gomorrhe le même rôle que Noé face au Déluge.

### Loth dans la tradition juive

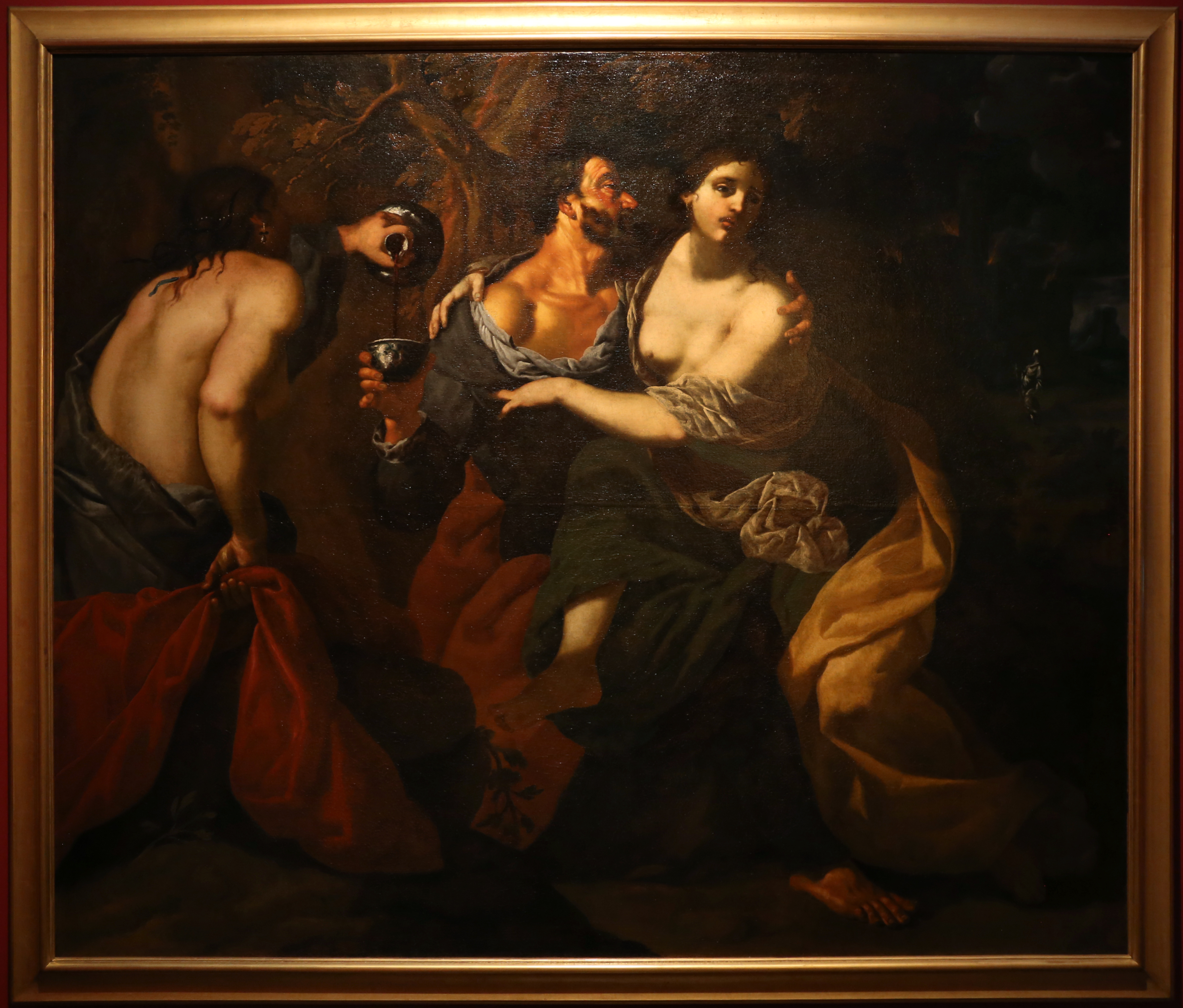
Loth et ses filles, Ecole romaine, XVIIe siècle, musée de Bastia.

La tradition rabbinique fait souvent de Loth un symbole de l'homme pécheur.

### Loth dans le Coran
Dans le Coran, Loth se nomme Lût. Si les passages le concernant sont nombreux, ils n'ajoutent rien de particulier aux éléments du récit biblique ; au contraire, l'épisode de l'inceste des filles de Loth ne figure pas dans le texte coranique. Cependant, le personnage y prend stature plus importante que dans la Genèse, notamment par la magistrature spirituelle qu'il exerce en tant que rasūl (« messager ») et en tant que Prophète. Par ces fonctions, la tradition musulmane lui attribue des révélations divines et une mission d'apostolat. Si les récits coraniques et bibliques sont similaires, cela affecte la perspective du texte. Ainsi, le départ de Loth pour Sodome n'est plus lié à une querelle mais devient une mission divine. Le Coran ne fournit que peu d'indications géographiques sur le récit. Cela est interprété comme une mission, non pas tant vers les villes de Sodome et Gomorrhe mais contre un type de péché particulier, en l’occurrence, l'homosexualité.
L'histoire de Lût a généré de nombreux développements chez les commentateurs musulmans ainsi que chez les auteurs de recueils consacré aux prophètes antérieurs à la venue de l'islam (les Qisas Al-Anbiya).

## Dans la culture populaire

### Télévision
- Dans la série Les Rivières pourpres (épisode 3-4, saison 1 : Le  Jour  des  cendres), l'épisode biblique de la relation incestueuse de Loth avec ses filles, et  plus particulièrement la  naissance de Moab, et ses descendants les Moabites, sont des éléments-clés de l'intrigue.

### Musique
- Jacques Dutronc en parle dans sa chanson J'aime les filles où il dit : « J'aime les filles de Loth ».
- Il y a une petite allusion dans la comédie musicale Notre-Dame de Paris, où il est dit : « Sous peine d'être changé en statue de sel ».
- Dans sa chanson Femme de Loth, Hubert-Félix Thiéfaine écrit « Ne vous retournez pas la facture est salée », référence à la destruction de Sodome.
- Dans la Chanson à boire de Gabriel Bataille, popularisée par Tri Yann, on trouve le couplet suivant : « Loth, buvant dans une caverne / De ses filles enfla le sein / Montrant qu'un sirop de taverne / Passe celui d'un médecin ».
- Dans la chanson Au fin fond d'une contrée… d'Akhenaton sur l'album Métèque et mat : « Comme le peuple de Loth, ils n'ont pas cru à la miséricorde ».
- Dans la chanson The Hand of the Almighty de John Butler Trio, le second couplet est consacré à Loth et à sa femme.